# Elizabeth Olsen
Pour les articles homonymes, voir Olsen.
Elizabeth Olsen est une actrice américaine, née le 16 février 1989 à Sherman Oaks, en Californie. Révélée en 2011, à l'âge de vingt-deux ans, dans le thriller dramatique Martha Marcy May Marlene, elle est connue surtout pour interpréter le rôle de Wanda Maximoff/La Sorcière rouge dans l'univers cinématographique Marvel.

## Biographie
Née à Sherman Oaks (Californie), Elizabeth Chase Olsen est la fille cadette de Jarnette Fuller « Jarnie » Jones (née le 22 février 1954), manager personnel de profession, et de David Brian « Dave » Olsen (né le 15 novembre 1953), un promoteur immobilier. Elle a un frère aîné, James Trent Olsen (né le 6 mai 1984), ainsi que deux sœurs jumelles aînées, Mary-Kate et Ashley Fuller Olsen (nées le 13 juin 1986). Ses parents divorcent en 1995 après dix-huit ans de mariage. En début d'année 1996, son père se remarie à son ancienne assistante, Martha Taylor Mackenzie (née le 10 juillet 1959) - avec qui il a deux enfants : une fille, Courtney Taylor Olsen (née le 10 mai 1997), et un garçon, Jacob « Jake » Olsen (né en 1998). Le couple divorce en 2014 après dix-huit ans de mariage. Elle a des origines norvégiennes du côté de son père, et anglaises du côté de sa mère.
Durant son enfance, Elizabeth suivait des cours de danse classique, et de chant.
Elle suit ses études secondaires à la Campbell Hall School de North Hollywood. Après avoir obtenu son diplôme, elle a étudié à l'école Tisch School of the Arts, de l'université de New York. En 2009, Elizabeth a intégré le théâtre d'art de Moscou, le temps d'un semestre.

## Carrière

### Débuts et révélation critique (1994-2012)

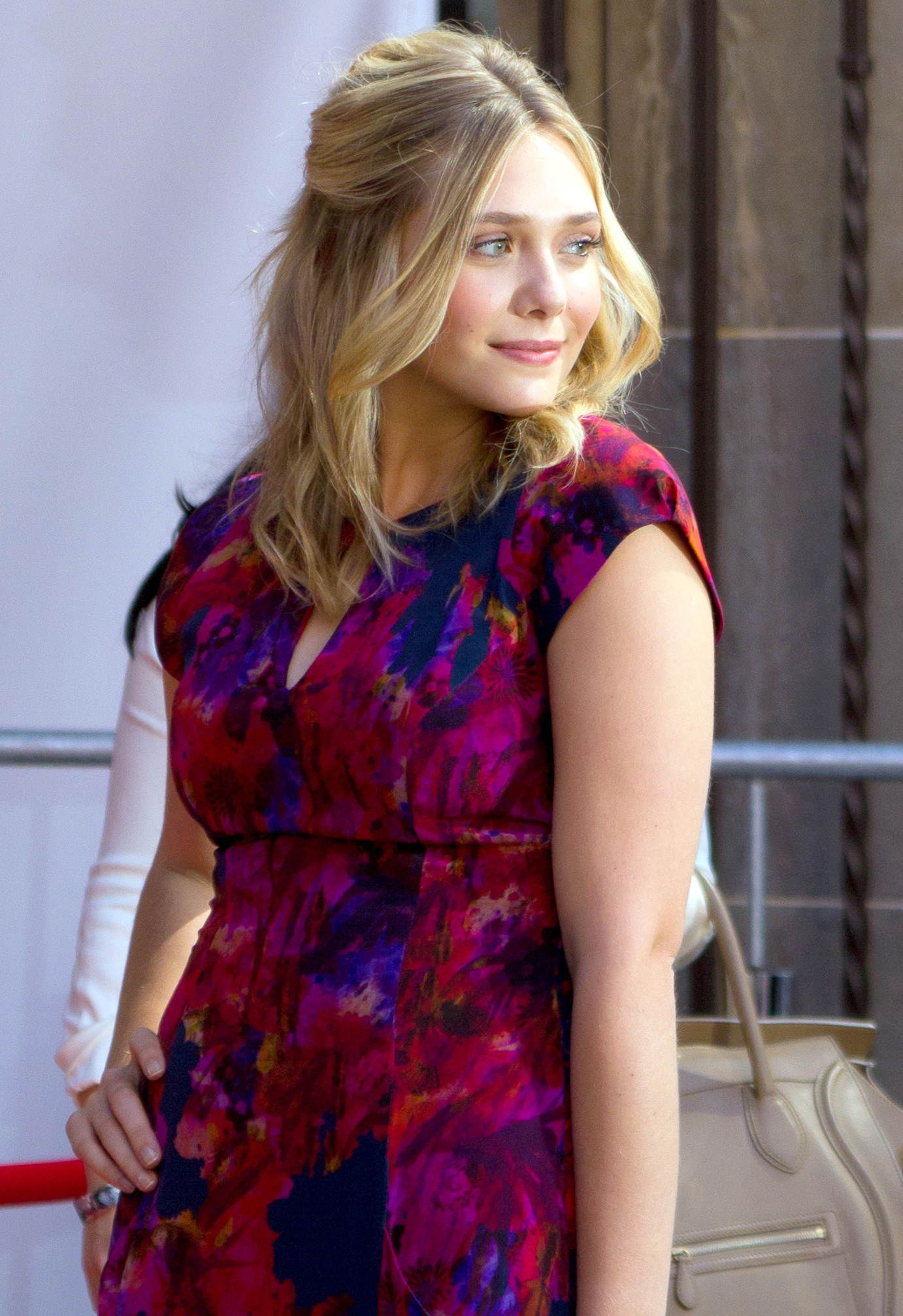
L'actrice à la première de Martha Marcy May Marlene au festival international du film de Toronto 2011.

En 1994, Elizabeth lance sa carrière d'actrice, à seulement cinq ans, en faisant une courte apparition dans le film Deux jumelles dans l'Ouest, où ses sœurs tiennent les rôles principaux. Par la suite, elle auditionne pour Spy Kids, réalisé par Robert Rodriguez, mais ne décroche aucun rôle. En 2004, face à la surmédiatisation de la maladie de sa sœur Mary-Kate, qui souffre de dépression et suit un traitement contre l'anorexie mentale, elle renonce à devenir actrice.
Alors que ses sœurs ont définitivement arrêté leur carrière d'actrice afin de s'imposer dans le domaine de la mode, En 2011 Elizabeth fait une arrivée remarquée en interprétant le rôle principal de Martha Marcy May Marlene, premier film réalisé par Sean Durkin, aux côtés de John Hawkes, Sarah Paulson et Hugh Dancy. Dans ce thriller dramatique, elle joue le rôle d'une jeune fille souffrant d'hallucinations et de paranoïa après avoir fui une secte dans les montagnes Catskill. Acclamé par la critique, le film[réf. nécessaire] révèle Elizabeth Olsen, et lui permet d'émerger de l'ombre de ses sœurs. Sa performance lui vaut de nombreuses nominations et récompenses.
Elle enchaîne avec deux autres projets indépendants : sous la direction de Bruce Beresford, elle interprète le rôle de Zoe, une jeune adolescente qui quitte Manhattan avec sa famille pour vivre dans un village américain à la suite du divorce de ses parents, dans la comédie Peace, Love & Misunderstanding, qui reçoit des critiques négatives. Elle est ensuite à l'affiche du film d'horreur Silent House, un remake du film uruguayen La casa muda, où son personnage, piégée à l'intérieur du refuge au bord du lac de sa famille, découvre qu'elle est incapable de communiquer avec le monde extérieur alors que les événements deviennent de plus en plus inquiétant dans et autour de la maison.
En 2012 elle est à l'affiche de la comédie dramatique indépendante Liberal Arts, avec Josh Radnor et du thriller Red Lights, écrit et réalisé par Rodrigo Cortés. Elle est aux côtés de Robert De Niro et Sigourney Weaver. La même année, elle apparaît dans le clip The Queen de la chanteuse Carlotta.

### Confirmation commerciale (2013)

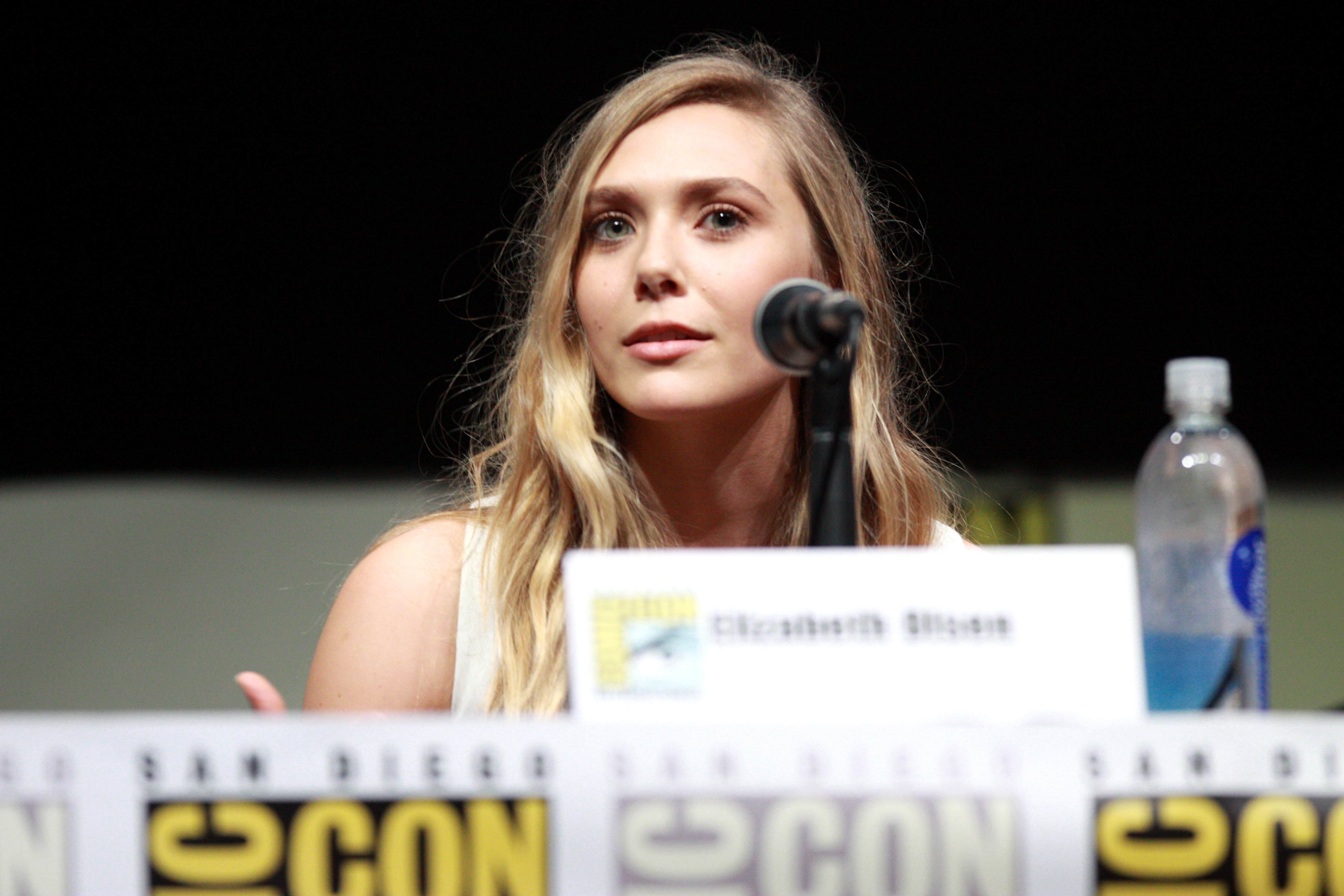
L'actrice au San Diego Comic-Con 2013 pour la promotion de Godzilla.

Elle débute 2013 avec une nomination au Rising Star Award. La même année elle participe au thriller Kill Your Darlings, mené par Daniel Radcliffe et Dane DeHaan, puis en partageant l'affiche du drame Very Good Girls, avec Dakota Fanning, écrit et réalisé par Naomi Foner. Toujours La même année, elle se frotte pour la première fois à une production plus commerciale, le remake du film sud-coréen, Old Boy. Le film est un échec au box-office, et elle prête ses traits à Thérèse Raquin dans En Secret une adaptation cinématographique signée Charlie Stratton, avec pour partenaire Oscar Isaac.
En 2014 elle est à l'affiche du remake de Godzilla, aux côtés de Bryan Cranston et Aaron Taylor-Johnson,, blockbusters qui est un énorme succès critique.
En 2015, elle décroche le rôle de Wanda Maximoff dans le film de super-héros Avengers : L'Ère d'Ultron, réalisé par Joss Whedon et produit par Marvel Studios, dans lequel elle retrouve Aaron Taylor-Johnson, son partenaire dans Godzilla. Pour se préparer à son rôle, Elizabeth a demandé à Marvel de lui faire parvenir les comics dont Wanda Maximoff était l’héroïne, et a avoué avoir été impressionnée par la quantité de comics qu'elle a reçue. Elle a également développé la gestuelle du personnage en prenant des cours de danse. Sorti le 1er mai 2015, Avengers : L'Ère d'Ultron reçoit des critiques positives et rapporte 1,4 milliard de dollars dans le monde entier, faisant du film le troisième plus grand succès cinématographique de 2015.

En 2015, elle joue le rôle d'Audrey Williams, l'épouse de Hank Williams, dans le film autobiographique I Saw the Light - qui a été tourné d'octobre à décembre 2014 en Louisiane,.

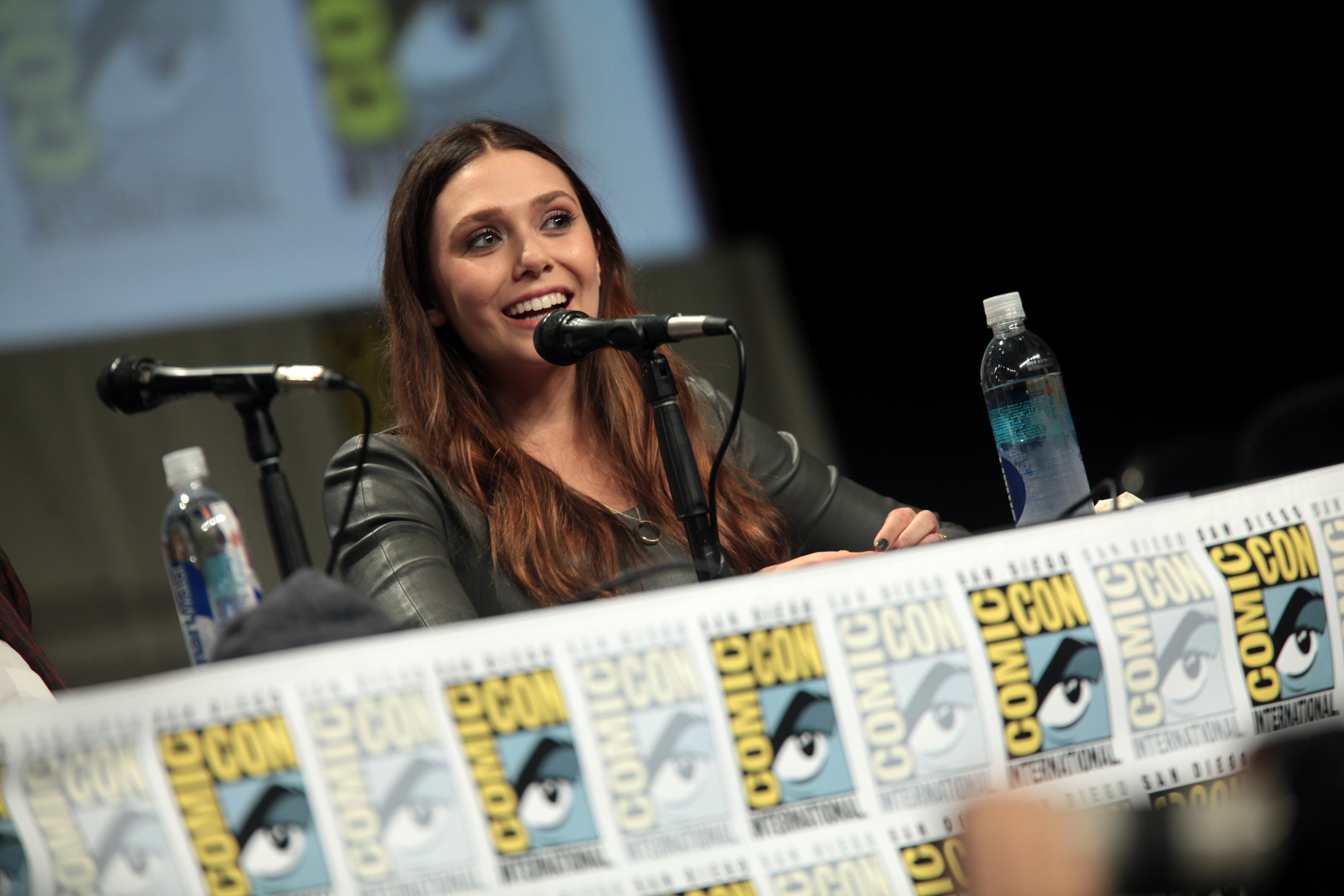
Puis au San Diego Comic-Con 2014, cette fois pour Avengers : L'Ère d'Ultron.

En 2016, elle revient dans son rôle de Wanda Maximoff pour Captain America : Civil War d'Anthony et Joe Russo. Mais elle tourne parallèlement deux projets très différents d'abord la satire Ingrid Goes West, qui lui permet d'aller du côté de la comédie noire, en incarnant une jeune influenceuse californienne, menant une parfaite vie, sur laquelle fantasme une jeune femme de Pennsylvanie, jouée par Aubrey Plaza. Puis le thriller Wind River, première réalisation de Taylor Sheridan, déjà auteur des scripts acclamés Sicario et Comancheria, lui permet de retrouver Jeremy Renner, son partenaire de Avengers.
En 2017 elle joue dans le film Kodachrome, disponible uniquement sur la plateforme Netflix. En parallèle se conclut la post-production du blockbuster Avengers : Infinity War, attendu pour avril 2018. En avril 2019, elle revient dans Avengers: Endgame qui est un succès mondial. En 11 jours, ce blockbuster décroche la seconde place au box-office se plaçant devant Titanic de James Cameron. Il prend après seulement douze semaines d'exploitation la première place de celui-ci, detrônant Avatar également de Cameron.
En 2018, elle incarne l'héroïne d'une série télévisée diffusée sur Facebook Sorry for Your Loss. Les quatre premiers des dix épisodes produits pour la première saison ont été présentés en juin au Festival International du Film de Toronto 2018. début 2020, une série Disney/Marvel, intitulée WandaVision et officialisée où elle reprendra son rôle de Wanda Maximoff aux côtés de Paul Bettany, l'interprète de Vision. Cette série est diffusée sur Disney+ en janvier 2021. Puis en 2022, elle revient dans le film Doctor Strange in the Multiverse of Madness.

## Vie privée
En septembre 2012, Elizabeth devient la compagne de l'acteur et mannequin américain, Boyd Holbrook. Le couple se fiance en mars 2014,, ils se séparent en janvier 2015,.
Depuis février 2017, elle partage la vie du musicien américain, Robert Nicholas « Robbie » Arnett (né le 3 mars 1992), membre du groupe Milo Greene, ils se fiancent en juillet 2019. Le 8 juin 2021, Elizabeth révèle lors de l'émission Variety Studio: Actors on Actors qu'elle est mariée à son compagnon depuis début 2020.

## Filmographie

### Cinéma
- 2011 : Silent House de Chris Kentis et Laura Lau : Sarah
- 2011 : Martha Marcy May Marlene de Sean Durkin : Martha
- 2011 : Peace, Love and Misunderstanding de Bruce Beresford : Zoe
- 2012 : Liberal Arts de Josh Radnor : Zibby
- 2012 : Red Lights de Rodrigo Cortés : Sally Owen
- 2013 : Kill Your Darlings de John Krokidas : Edie Parker
- 2013 : Very Good Girls de Naomi Foner Gyllenhaal : Gerry
- 2013 : Old Boy de Spike Lee : Marie Sebastian
- 2013 : En Secret (In Secret) de Charlie Stratton : Thérèse Raquin
- 2014 : Godzilla de Gareth Edwards : Elle Brody
- 2014 : Captain America : Le Soldat de l'hiver (Captain America: The Winter Soldier) d'Anthony et Joe Russo : Wanda Maximoff (scène post-générique)
- 2015 : Avengers : L'Ère d'Ultron (Avengers: Age of Ultron) de Joss Whedon : Wanda Maximoff
- 2015 : I Saw the Light de Marc Abraham : Andrey Williams
- 2016 : Captain America: Civil War d'Anthony et Joe Russo : Wanda Maximoff
- 2017 : Instalife (Ingrid Goes West) de Matt Spicer : Taylor Sloane
- 2017 : Wind River de Taylor Sheridan : Jane Banner
- 2017 : Kodachrome de Mark Raso : Zoey Barnes
- 2018 : Avengers: Infinity War d'Anthony et Joe Russo : Wanda Maximoff
- 2019 : Avengers: Endgame d'Anthony et Joe Russo : Wanda Maximoff
- 2021 : Spider-Man: No Way Home de Jon Watts : Wanda Maximoff / la Sorcière rouge (teaser, scène post-générique - non créditée)
- 2022 : Doctor Strange in the Multiverse of Madness de Sam Raimi : Wanda Maximoff / la Sorcière rouge
- 2023 : Ses trois filles (His Three Daughters) d'Azazel Jacobs : Christina
- 2024 : L'Évaluation (The Assessment) de Fleur Fortuné : Mia
- 2025 : Eternity de David Freyne : Joan (également productrice déléguée)

### Télévision

#### Téléfilm
- 1994 : Deux jumelles dans l'Ouest : une fille dans une voiture

#### Séries télévisées
- 2017 : HarmonQuest : Stirrup (1 épisode)
- 2018 - 2019 : Sorry for Your Loss : Leigh Greer (rôle principal, 20 épisodes - également productrice exécutive de 20 épisodes)
- 2021 : WandaVision : Wanda Maximoff / la Sorcière rouge (mini-série - rôle principal, 9 épisodes)
- 2023 : Love and Death : Candy Montgomery (rôle principal, saison 1)
- 2023 : What If...? : Wanda Maximoff / la Sorcière rouge (saison 2 épisode 5 et 8)

### Publicités
- 2018 : H&M
- 2019 : Bobbi Brown

## Distinctions

### Récompenses
- Chicago Film Critics Association Awards 2011 : Interprète le plus prometteur pour Martha Marcy May Marlene
- Festival international du film de Flandre-Gand 2011 : Meilleure actrice pour Martha Marcy May Marlene
- Florida Film Critics Circle Awards 2011 : Meilleure actrice pour Martha Marcy May Marlene
- Los Angeles Film Critics Association Awards 2011 : prix « Nouvelle Génération » pour Martha Marcy May Marlene, partagé avec Antonio Campos, Josh Mond et Sean Durkin
- Phoenix Film Critics Society Awards 2011 : Meilleure actrice pour Martha Marcy May Marlene
- Central Ohio Film Critics Association 2012 : Meilleure actrice pour Martha Marcy May Marlene
- Vancouver Film Critics Circle 2012 : Meilleure actrice pour Martha Marcy May Marlene

### Nominations
- Chicago Film Critics Association Awards 2011 : Meilleure actrice pour Martha Marcy May Marlene
- Gotham Awards 2011 : Meilleure révélation et meilleure distribution (nomination partagée) pour Martha Marcy May Marlene
- San Diego Film Critics Society Awards 2011 : Meilleure actrice pour Martha Marcy May Marlene
- Satellite Awards 2011 : Meilleure actrice pour Martha Marcy May Marlene
- Washington DC Area Film Critics Association Awards 2011 : Meilleure actrice pour Martha Marcy May Marlene
- Chlotrudis Awards 2012 : Meilleure actrice pour Martha Marcy May Marlene
- Critics' Choice Movie Awards 2012 : Meilleure actrice pour Martha Marcy May Marlene
- Independent Spirit Awards 2012 : Meilleure actrice pour Martha Marcy May Marlene
- Online Film Critics Society Awards 2012 : Meilleure actrice pour Martha Marcy May Marlene
- Saturn Awards 2012 : Meilleure actrice pour Martha Marcy May Marlene
- Toronto Film Critics Association Awards 2012 : Meilleure actrice pour Martha Marcy May Marlene
- British Academy Film Awards 2013 : Rising Star Award

## Voix francophones
En version française, Elle est doublée par plusieurs actrices, n'ayant pas de voix française régulière. Elle est doublée à trois reprises par Olivia Luccioni dans Red Lights, Kill Your Darlings et Wind River, Charlotte Corréa lui prête sa voix dans l'univers Marvel. Céline Mauge est sa voix dans Oldboy et Godzilla tandis qu'à titre exceptionnel, elle est doublée par Nayéli Forest dans En secret, Zina Khakhoulia dans Instalife, Mélissa Windal dans Kodachrome, Marie Chevalot dans Love and Death et Marie Eugénie-Maréchal dans L'Évaluation.
En version québécoise, elle est doublée par Émilie Gilbert dans l'univers Marvel ainsi que par Magalie Lépine-Blondeau dans Martha Marcy May Marlene et Les voyants rouges. Eloisa Cervantes la double exceptionnellement dans Godzilla.